# Jūnihitoe

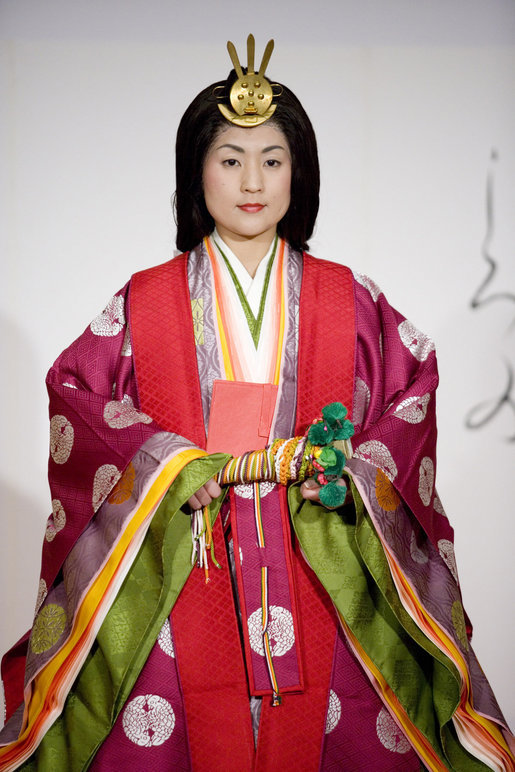
Una dona jove portant el jūnihitoe.

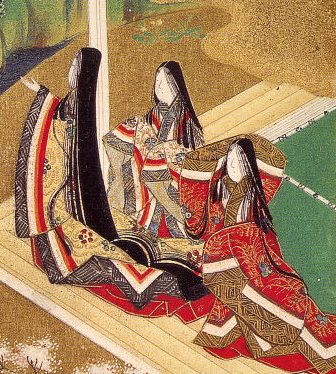
Imatge del Genji monogatari on les cortesanes apareixen amb el jūnihitoe.

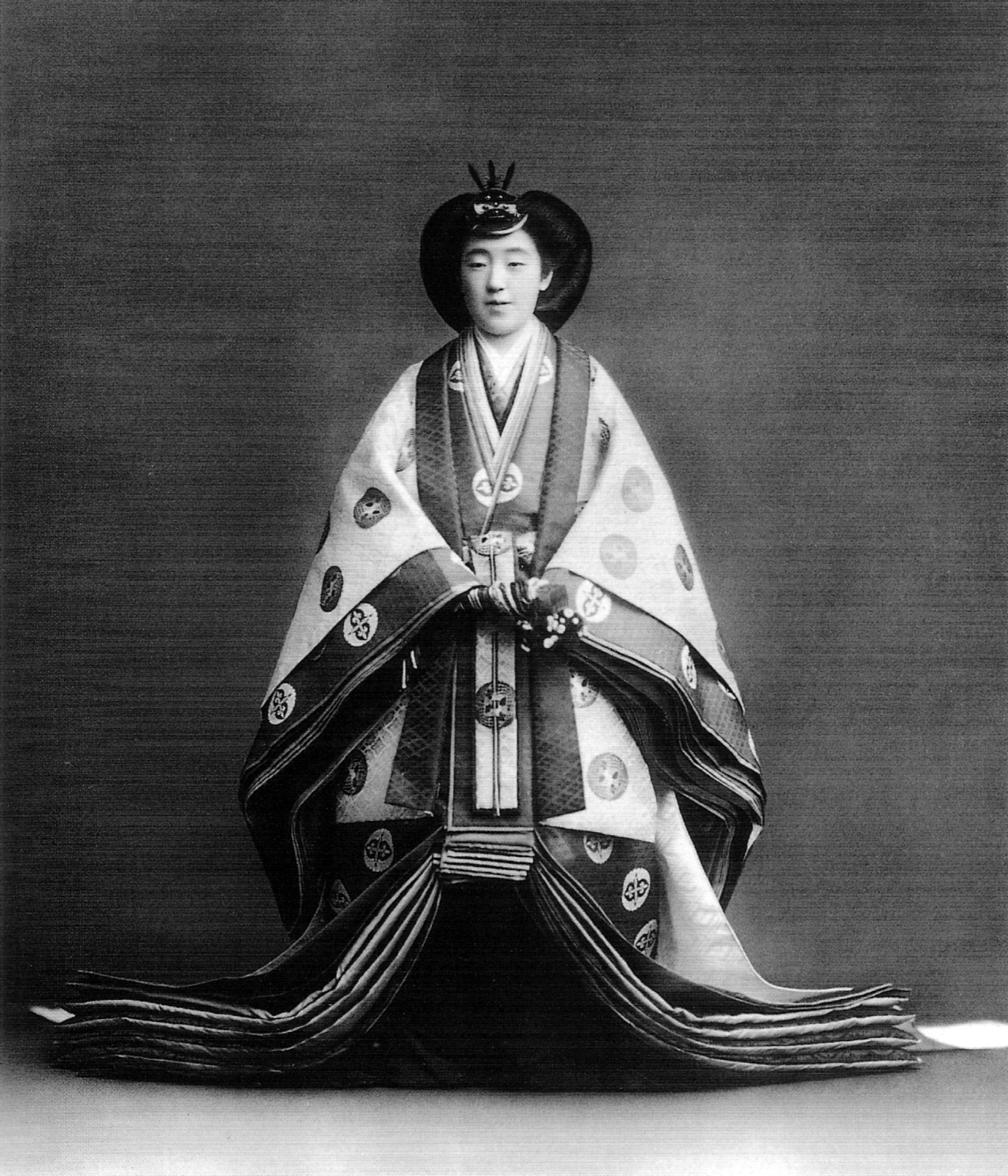
Emperadriu Kōjun vestint el jūnihitoe a la seva coronació el 1926-

El jūnihitoe (十二単) és un complex i molt elegant kimono que únicament portaven les cortesanes al Japó. Literalment es pot traduir com a "la bata de les dotze capes".

## Usos
El jūnihitoe va començar a aparèixer al voltant del s. X, durant el Període Heian. Les diferents capes d'aquesta peça de roba són de seda. Les peces intimes estan fetes de seda blanca, seguida d'altres capes i són finalment tancades per una capa final o bata. El pes total podria pujar fins als 20 kilograms.
Els colors i els arranjaments de les capes són molt importants. Els colors tenen noms poètics, com "pruna vermella de la primavera".
Els únics llocs on les capes es poden distingir són al voltant de les mànigues i el coll. A part de les seves robes, les dames japoneses del tribunal també portaven el pèl molt llarg, només curt als costats de la cara en forma de capes, el pèl més llarg de vegades va ser usat recollit.
Avui dia el jūnihitoe només es pot veure en museus, pel·lícules japoneses o en determinats festivals japonesos, ja que la manufactura de jūnihitoe quasi ha desaparegut. Aquests vestits no tenen un preu establert i són un dels articles més cars del vestuari japonès. Només la Casa Imperial Japonesa, els utilitza per ocasions especials. Durant el casament de la Princesa Masaka amb el Príncep Naruhito, Masako portà un jūnihitoe per la cerimònia oficial. També fou utilitzat per l'Emperadriu Michiko durant la cerimònia d'entronització de l' Emperador Akihito en 1990.
El Saio Matsuri se celebra anualment a Meiwa i l que se ven vestimentes del Període Heian. També sol veure's jūnihitoe durant l'Aoi Matsuri que anualment se celebra a Kyoto.

## Capes
Les capes del Jūnihitoe són :
- La roba interior: En general són dues peces, poden ser de cotó o de seda.

- Kosode: Un curt mantell de seda de color vermell o blanc que arriba fins a la inferior de la cama.
- Hakama: Una faldilla prisada vermella dividida, també pot ser usat pels homes.
- Hitoe: Una túnica sense folre de color blanca, vermella o blava.
- Uchigi: Una sèrie de túniques de colors brillants sense folre que creen un efecte de capes.
- Uchiginu: Un mantell de seda escarlata igual usat com a reforç i suport a les túniques exteriors.
- Uwagi: Un patró teixit i decorat, està fet de seda i és més curt i més estret que el Uchiginu.
- Karaginu: Una jaqueta fins a la cintura a l'estil xinès.
- Mo: Un davantal, darrere de la túnica.